# Macau 1949
Macau 1949 (澳門1949) – chińsko–hongkońsko–makaoński dramat filmowy w reżyserii Bao Fuminga, którego premiera odbyła się 2 kwietnia 2010 roku.

## Fabuła
Film został oparty na prawdziwych wydarzeniach, jakie miały miejsce podczas wojny domowej i przewrotu w Chinach.
Rządząca partia Kuomintang zostaje obalona przez Komunistyczną Partię Chin.
Lądownik floty Republiki Chińskiej Lian Rong wycofuje się do kontrolowanego przez Portugalię Makau. Komunistyczni agenci starają się zachęcać do rebelii i namawiają załogę statku aby przyłączyła się do komunistycznych sił. Kapitan statku (Ray Lui) po zdradzie na rzecz Komunistycznej Partii Chin wznosi flagę Chińskiej Republiki Ludowej w porcie. Staje się ona symbolem zwycięstwa komunistów nad partią Kuomintang.

## Obsada
Źródło: Filmweb
- Ray Lui – kapitan lądownika
- Li Wei
- Jing Jiang
- Yu Song
- Wanchen Zhai

## Odbiór
Film został wyświetlony 2 kwietnia 2010 roku aby uczcić 10. rocznicę powrotu Makau do lądu (przyłączenie do Chińskiej Republik Ludowej).
Został zarekomendowany jako wybitny film fabularny 2010 roku przez State Administration of Press, Publication, Radio, Film and Television w Chińskiej Republice Ludowej.